# Sender Mittelberg 1
Der Sender Mittelberg ist eine Sendeanlage der ORS bei der Bergstation der Kanzelwandbahn im Gemeindegebiet von Mittelberg, hoch über dem Kleinwalsertal gelegen. Als Antennenträger wird ein 30 Meter hoher, freistehender Stahlrohrturm verwendet.
Der Sender ist in weiten Teilen des Allgäus zu empfangen. Für das Kleinwalsertal selbst gibt es im Tal den Sender Mittelberg 2, der von diesem Sender per Ballempfang versorgt wird.

## Frequenzen und Programme

### Analoger Hörfunk (UKW)
In UKW werden folgende Programme ausgestrahlt:
| Frequenz (MHz) | Programm         | RDS PS   | Senderlogo | RDS PI | Regionalisierung | ERP (kW) | Antennendiagramm rund (ND)/gerichtet (D) | Polarisation horizontal (H)/vertikal (V) |
| -------------- | ---------------- | -------- | ---------- | ------ | ---------------- | -------- | ---------------------------------------- | ---------------------------------------- |
| 91,4           | Ö1               | __OE_1__ |            | A201   | –                | 0,1      | D (330°–30°, 220°–280°, 300°–310°)       | H                                        |
| 94,3           | Radio Vorarlberg | RADIO-V_ |            | AB02   | Vorarlberg       | 0,1      | D (330°–30°, 220°–280°, 300°–310°)       | H                                        |
| 99,6           | Hitradio Ö3      | __OE_3__ |            | A203   | –                | 0,1      | D (330°–30°, 220°–280°, 300°–310°)       | H                                        |

Am 14. Januar 2025 wurde die Frequenz 106,1 mit einer Sendeleistung von 0,1 kW ERP von RSA abgeschaltet, da der Radiosender zum Jahresende 2024 den Sendebetrieb eingestellt hatte.
Aufgrund von Frequenzüberschneidungen bei der Signalzuführung des Ballempfängers der 106,1 MHz wurde nach der Abschaltung der RSA-Frequenzkette im Allgäu das Programm BR-Klassik von den Sendestandorten Lindau-Hoyerberg bzw. Dillberg umgesetzt. Inzwischen wurde die 106,1 endgültig abgeschaltet.

### Digitales Fernsehen (DVB-T2)
In DVB-T2 werden folgende Programme ausgestrahlt:
| Kanal | Frequenz (in MHz) | Multiplex                | Programme im Multiplex                             | ERP (in kW) | Polarisation horizontal (H) / vertikal (V) | Modulations- verfahren | FEC | Guard- intervall | Bitrate (in MBit/s) | Gleichwellennetz (SFN)                                                            |
| ----- | ----------------- | ------------------------ | -------------------------------------------------- | ----------- | ------------------------------------------ | ---------------------- | --- | ---------------- | ------------------- | --------------------------------------------------------------------------------- |
| 38    | 610               | ORS-Bouquet A Vorarlberg | - ORF 1 - ORF 2 (Tirol) - ORF 2 (Vorarlberg) - ATV | 0,15        | H                                          | 16-QAM                 | 3/4 | 1/4              | 14,93               | Mittelberg (Gundkopf), Au, Dalaas, Gaschurn, Laterns, Lech, Raggal, Schruns, Wald |

### Analoges Fernsehen (PAL)
Bis zur Umstellung auf DVB-T wurden folgende Programme in analogem PAL gesendet:
| Kanal | Frequenz (MHz) | Programm         | ERP (kW) | Sendediagramm rund (ND)/ gerichtet (D) | Polarisation horizontal (H)/ vertikal (V) |
| ----- | -------------- | ---------------- | -------- | -------------------------------------- | ----------------------------------------- |
| 39    | 615,25         | ORF 1            | 0,5      | D                                      | H                                         |
| 42    | 639,25         | ORF 2 Vorarlberg | 0,5      | D                                      | H                                         |